# مايك مندوزا
مايك مندوزا (بالإنجليزية: Mike Mendoza)‏ هو لاعب كرة قاعدة أمريكي، ولد في 26 نوفمبر 1955 في إنغليووود في الولايات المتحدة.

## وصلات خارجية
- مايك مندوزا على موقعبيزبول رفرنس.كوم (الدوري الرئيسي) (الإنجليزية)
- مايك مندوزا على موقعبيزبول رفرنس.كوم (الدوري الثانوي) (الإنجليزية)